# Kaplica św. Jerzego w Grudziądzu
Kaplica św. Jerzego – średniowieczna kaplica katolicka, następnie ewangelicka, która znajdowała się w Grudziądzu przed Bramą Toruńską, nad Wisłą, na przedmieściu Rybaki (przy obecnej ul. Rybackiej w pobliżu Marcinkowskiego). Zniszczona w 1618 roku.

## Historia
Kaplica zapewne była lokowana jeszcze w XIII w. wraz z leprozorium i cmentarzem, miała własnego kapelana. Wezwanie św. Jerzego było w Prusach Krzyżackich typowe dla tego rodzaju świątyń. Od 1341 r. jako szpitalna (przytułek) podlegała parafii farnej. 
O jej wyglądzie nie da się powiedzieć nic pewnego, mogła przypominać analogiczne kaplice (obecnie cmentarne) w Radzyniu Chełmińskim lub w Nowem.
W połowie XVI w. została przejęta przez ewangelików, którym służyła aż do zniszczenia przez powódź 15 września 1618 r., po czym pozostałości zostały rozebrane na zarządzenie starosty Szczepańskiego. Nekropolia była używana przez ewangelików zapewne do czasu założenia nowej na Toruńskim Przedmieściu w połowie XVII w., a potem jako katolicki „cmentarz ubogich” przetrwała aż do końca XIX w. 
W miejscu, na którym znajdowała się kaplica, wybudowano boisko szkolne II Liceum Ogólnokształcącego.